# Alise
«Alise» — третій студійний альбом латвійського гурту «Dzeltenie Pastnieki» . Випущений у 1984 році. Створений як музичне оформлення до спектаклю по книзі Льюїса Керрола «Аліса в Країні чудес».

## Список композицій
1. «Džabervokijs» (Бурмоковт)
2. «Peles dziesma»
3. «Hercogienes dziesma»
4. «Vakara zupa»
5. «Viļņa valsis» (Baušķenieks/Kalniņš/Rutkis/Slava/Streiķis)
6. «Trīsi, trīsi, sikspārnīt…»
7. «Dziesma par kroketa spēlēšanu»
8. «Omāru kadriļa»
9. «Apsūdzības dziesma»
10. «Gaisa balona dzinēja» (Raimonds Pauls)